# Viveiro (Orense)
Viveiro (llamada oficialmente San Xoán de Viveiro) es una parroquia y una aldea del municipio español de Celanova, en la provincia de Orense, Galicia.

## Toponimia
La parroquia también es conocida por el nombre de San Juan de Viveiro.

## Organización territorial
La parroquia está formada por cinco entidades de población:
- Fontelo
- Gueral
- O Casariño
- Outeiro (O Outeiro)
- Viveiro

## Demografía

### Parroquia
| Gráfica de evolución demográfica de Viveiro (parroquia) entre 2000 y 2022 |
|                                                                           |
| Datos según el nomenclátor publicado por el INE.                          |

### Aldea
| Gráfica de evolución demográfica de Viveiro (aldea) entre 2000 y 2022 |
|                                                                       |
| Datos según el nomenclátor publicado por el INE.                      |